# Султан Мухаммад Ибрахим
Шахзаде Султан Мухаммад Ибрагим Мирза (9 августа 1703 — 31 января 1746) — могольский принц из династии Бабуридов, младший сын принца Рафи уш-Шана и внук могольского императора Бахадур-шаха I. Титулярный падишах империи Великих Моголов с 15 октября по 13 ноября 1720 года.

## Ранняя жизнь
Родился 9 августа 1703 года в Красном форте (Дели). Третий сын принца Рафи уш-Шана (1671—1712), третьего сына принца Муаззама (1643—1712), будущего императора Великих Моголов Бахадур-шаха I (1707—1712). 2 декабря 1707 года ему был присвоен ранг из 7000, а также 2000 лошадей.

## Правление
15 октября 1720 года принц Мухаммад Ибрагим был освобожден из заключения братьями Сайидами и посажен на императорский престол. Братья Сайиды назначили его преемником своего старшего брата, падишаха Шах-Джахана II (1696—1719), умершего бездетным 19 сентября 1719 года. Сайид Хан Джахан, губернатор Дели, опасаясь репутации Ибрагима с его жестоким характером, заменил последнего его двоюродным братом, Рошаном Ахтаром Мухаммадом Шахом (1702—1748), сыном принца Худжиста Ахтара Джахан Шаха. Он был побежден Мухаммад Шахом в битве при Хасанпуре и свергнут с престола 13 ноября 1720 года. Мухаммад Ибрагим был отправлен обратно в тюрьму в крепости Шахдханабад. Его правление было недолгим, «как капля росы на травинке».

## Смерть
Мухаммад Ибрагим скончался 30 января 1746 года в возрасте 42 лет.

## Титул
Его полное имя: Абул Фатх Захир-уль-дин Мухаммад Ибрагим.